# Regularne liczby pierwsze
Regularne liczby pierwsze – w teorii liczb jest to klasa liczb pierwszych wprowadzona przez niemieckiego matematyka Ernsta Kummera.

## Definicje
Istnieje kilka równoważnych definicji regularności liczby pierwszej.
- Klasyczna definicja Kummera[1]:

Liczba pierwsza {\displaystyle p} jest regularna wtedy i tylko wtedy, kiedy nie jest dzielnikiem licznika żadnej z liczb Bernoulliego {\displaystyle B_{2},B_{4},B_{6}\dots ,B_{p-3}.}
- Definicja algebraiczna:

Liczba pierwsza {\displaystyle p} jest regularna wtedy i tylko wtedy, kiedy nie dzieli rzędu grupy klas ideałów {\displaystyle p}-tego ciała cyklotomicznego {\displaystyle \mathbb {Q} (\zeta _{p}).}
- Równoważna, elementarna definicja:

Liczba pierwsza {\displaystyle p} jest regularna wtedy i tylko wtedy, kiedy dla każdego {\displaystyle k\in \left\{1,2,\dots ,{\frac {p-3}{2}}\right\}} suma {\displaystyle \sum _{i=1}^{p-1}i^{2k}} nie jest podzielna przez {\displaystyle p^{2}}.

## Przykłady i własności
Kilka początkowych liczb pierwszych regularnych:
3, 5, 7, 11, 13, 17, 19, 23, 29, 31, 41, … (ciąg A007703 w OEIS).
Ernst Kummer pokazał, że wśród liczb pierwszych mniejszych od 100 tylko trzy są nieregularne, mianowicie:
- 37 (dzieli licznik liczby Bernoulliego {\displaystyle B_{32}})
- 59 (dzieli licznik {\displaystyle B_{44}})
- 67 (dzieli licznik {\displaystyle B_{58}} równy 844836133488004186204675994036021).

Początkowe wyrazy ciągu nieregularnych liczb pierwszych:
37, 59, 67, 101, 103, 131, 149, 157 … (ciąg A000928 w OEIS).
Dla nieregularnych liczb pierwszych definiuje się indeks nieregularności równy liczbie tych liczb Bernoulliego {\displaystyle B_{2n},} że {\displaystyle 2\leqslant 2n\leqslant p-3} oraz p dzieli licznik {\displaystyle B_{2n}.} 157 jest najmniejszą liczbą o indeksie nieregularności większym niż 1 – dzieli liczniki liczb {\displaystyle B_{62}} i {\displaystyle B_{110}.}
W 1915 roku K. L. Jensen udowodnił, że nieregularnych liczb pierwszych jest nieskończenie wiele. To, czy istnieje również nieskończenie wiele regularnych liczb pierwszych, pozostaje nieudowodnioną hipotezą. Istnieje przypuszczenie (Siegel, 1964 r.), że asymptotycznie {\displaystyle e^{-1/2}} (ok. 60,65%) wszystkich liczb pierwszych jest regularnych. Okazuje się, że wśród 283 145 liczb pierwszych mniejszych niż {\displaystyle 4\cdot 10^{6},} 171 548 (60,59%) jest regularnych.

## Związek z wielkim twierdzeniem Fermata
Pojęcie regularności liczb pierwszych po raz pierwszy badał Ernst Kummer w związku z próbami dowodu wielkiego twierdzenia Fermata poprzez rozkład lewej strony równania {\displaystyle x^{p}+y^{p}=z^{p}} z użyciem elementów ciała cyklotomicznego {\displaystyle \mathbb {Q} (\zeta _{p}),} czyli ciała liczb wymiernych rozszerzonego o {\displaystyle p}-ty pierwiastek z jedynki {\displaystyle \zeta _{p}{:}}
{\displaystyle x^{p}+y^{p}=(x+y)(x+\zeta _{p}y)\dots (x+\zeta _{p}^{n_{1}}y).}
Gdyby w pierścieniu tego ciała cyklotomicznego zachodziła jednoznaczność rozkładu na czynniki pierwsze, możliwe byłoby użycie tego rozkładu do wykluczenia istnienia rozwiązań równania Fermata. Kummer zauważył jednak, że w ogólnym przypadku pierścień tego ciała nie ma własności jednoznacznego rozkładu, i w związku z tym zaproponował zamiast rozkładu na czynniki pierwsze rozkład na dzielniki idealne, których odkrycie doprowadziło do wprowadzenia pojęcia regularności liczb pierwszych.
W 1850 roku Kummer udowodnił, że wielkie twierdzenie Fermata zachodzi dla wszystkich regularnych liczb pierwszych.